# Melides
Melides is een plaats (freguesia) in de Portugese gemeente Grândola en telt 1789 inwoners (2001).